# Carfizzi
Carfizzi – miejscowość i gmina we Włoszech, w regionie Kalabria, w prowincji Krotona.
Według danych na rok 2004 gminę zamieszkiwało 868 osób, 43,4 os./km².